# Mathematical Association of America
A Mathematical Association of America (MAA) é uma sociedade profissional dedicada à matemática acessível ao nível de graduação. Dentre seus membros estão incluídos professores de universidades, colégios e High school; estudantes de graduação e pós-graduação; matemáticos puros e aplicados; cientistas da computação e diversas outras pessoas de academias, governo, negócios e indústria.
A MAA foi fundada em 1915 e está sediada na 1529 18th Street, noroeste no Dupont Circle neighborhood de Washington, D.C.. A organização publica periódicos e livros matemáticos, incluindo o American Mathematical Monthly (estabelecido em 1894 por Benjamin Finkel), o mais amplamente lido periódico do mundo de acordo com registros do JSTOR.

## Presidentes
Presidentes da MAA:
- 1916 Earl R Hedrick
- 1917 Florian Cajori
- 1918 Edward Vermilye Huntington
- 1919 Herbert Ellsworth Slaught
- 1920 David Eugene Smith
- 1921 George Abram Miller
- 1922 Raymond C Archibald
- 1923 Robert Daniel Carmichael
- 1924 Harold L Reitz
- 1925 Julian Coolidge
- 1926 Dunham Jackson
- 1927–1928 Walter Burton Ford
- 1929–1930 John Wesley Young
- 1931–1932 Eric Temple Bell
- 1933–1934 Arnold Dresden
- 1935–1936 David Raymond Curtiss
- 1937–1938 Aubrey John Kempner
- 1939–1940 William B Carver
- 1941–1942 Raymond Woodard Brink
- 1943–1944 William D Cairns
- 1945–1946 Cyrus Colton MacDuffee
- 1947–1948 Lester Randolph Ford
- 1949–1950 Rudolph E Langer
- 1951–1952 Saunders Mac Lane
- 1953–1954 Edward James McShane
- 1955–1956 William L Duren, Jr
- 1957–1958 Griffith Baley Price
- 1959–1960 Carl Barnett Allendoerfer
- 1961–1962 Albert William Tucker
- 1963–1964 R. H. Bing
- 1965–1966 Raymond Louis Wilder
- 1967–1968 Edwin E. Moise
- 1969–1970 Gail S Young
- 1971–1972 Victor Klee
- 1973–1974 Ralph P. Boas Jr.
- 1975–1976 Henry O. Pollak
- 1977–1978 Henry L Alder
- 1979–1980 Dorothy Lewis Bernstein
- 1981–1982 Richard Davis Anderson
- 1983–1984 Ivan Morton Niven
- 1985–1986 Lynn Arthur Steen
- 1987–1988 Leonard Gillman
- 1989–1990 Lida Barrett
- 1991–1992 Deborah Tepper Haimo
- 1993–1994 Donald L Kreider
- 1995–1996 Kenneth Ross
- 1997–1998 Gerald L. Alexanderson
- 1999–2000 Thomas Banchoff
- 2001–2002 Ann E. Watkins
- 2003–2004 Ronald Graham
- 2005–2006 Carl C Cowen
- 2007–2008 Joseph Gallian
- 2009–2010 David Bressoud
- 2011–2012 Paul M Zorn
- 2013–2014 Robert L. Devaney
- 2015–2016 Francis Su
- 2017–2018 Deanna Haunsperger
- 2019–2020 Michael Dorff
- 2021-2022 Jennifer Quinn